# Gengulf
Gengulf, Gangolf z Varennes (zm. 11 maja 760 w Varennes) – męczennik i święty Kościoła katolickiego.
Według hagiografów pochodził z szanowanej burgundzkiej rodziny i był pupilem Pepina Krótkiego. Posiadał dobra w Avallon i Varennes. Uznany został za męczennika wierności małżeńskiej, gdyż zginął z ręki kochanka żony. Jego żywot został opracowany pod koniec IX lub na początku X wieku. Około 960 roku poemat o św. Gengulfie ułożyła Hrotsvitha z Gandersheim.
W ikonografii przedstawiany jest w stroju oficera lub myśliwego i jako wzywającego żonę na Sąd Boży.
Jego wspomnienie liturgiczne obchodzone jest w rocznicę przyjętej przez tradycję daty śmierci 11 maja.